# (14069) Krasheninnikov
(14069) Krasheninnikov (1996 HP18) – planetoida z pasa głównego asteroid okrążająca Słońce w ciągu 5,59 lat w średniej odległości 3,15 j.a. Odkryta 18 kwietnia 1996 roku.